# Gare d'Argentière
Ne doit pas être confondu avec Gare de L'Argentière-les Écrins.
La gare d'Argentière est une gare ferroviaire française de la ligne de Saint-Gervais-les-Bains-Le Fayet à Vallorcine (frontière), située au centre du village d'Argentière, sur le territoire de la commune de Chamonix-Mont-Blanc, dans le département de la Haute-Savoie en région Auvergne-Rhône-Alpes.
C'est une gare de la Société nationale des chemins de fer français (SNCF), desservie par des trains TER Auvergne-Rhône-Alpes.

## Situation ferroviaire
La gare d'Argentière est située au point kilométrique (PK) 27,297 de la ligne de Saint-Gervais-les-Bains-Le Fayet à Vallorcine (frontière), entre les gares de La Joux et de Montroc-le-Planet. Son altitude est de 1 245 mètres.

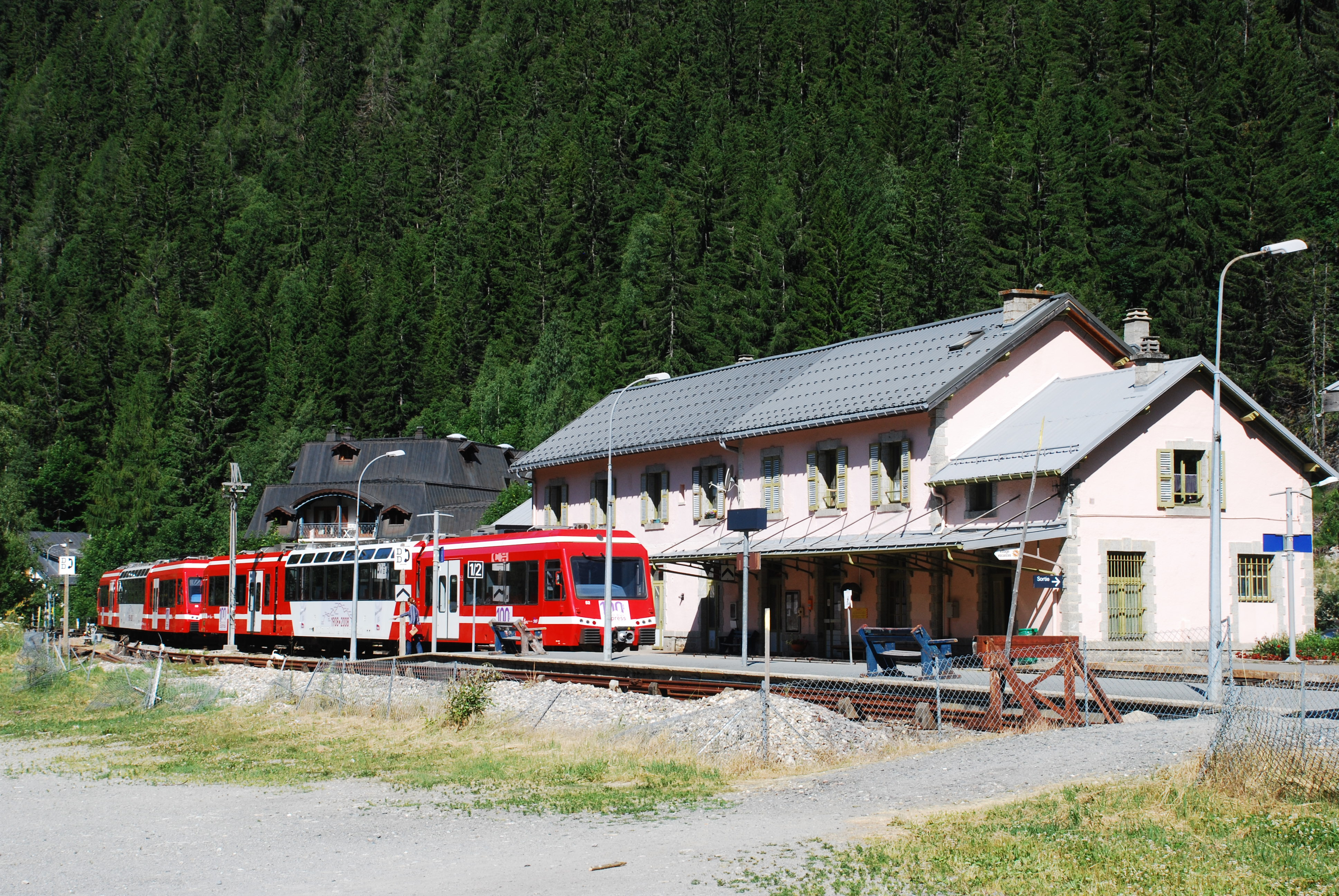
Une rame Z 850 en gare d'Argentière.

## Histoire
Après avoir lancé un prolongement jusqu'à Argentière de la voie, mise en service le 25 juillet 1901, entre le Fayet et Chamonix, la Compagnie des chemins de fer de Paris à Lyon et à la Méditerranée (PLM) inaugure ce nouveau tronçon le 25 juillet 1906.

## Service des voyageurs

### Accueil
Gare SNCF, elle dispose d'un bâtiment voyageur, avec guichet, ouvert tous les jours.

### Desserte
Argentière est desservie par des trains qui assurent des services TER Auvergne-Rhône-Alpes entre les gares de Saint-Gervais-les-Bains-Le Fayet et de Vallorcine.

### Intermodalité
Un parking pour les véhicules est aménagé.